# Блонський Олександр Спиридонович
Олекса́ндр Спиридо́нович Бло́нський (14 березня 1891 — ?) — український військовий діяч Армії Української Народної Республіки.

## Біографія
Олександр Спиридонович Блонський народився у місті Старокостянтинів Волинської губернії, греко-католик. Закінчив двокласне Старокостянтинівське училище, 3-тю Київську школу прапорщиків. Брав участь у Першій світовій війні. Останнє звання у російській армії — штабс-капітан.
З квітня 1917 року був керівником українського військового руху у 12-й армії (Рига). В Армії УНР з 1918 року. 21 (8) січня 1918 року головнокомандуючий українським військом Ю.Капкан подав прохання про відставку, яка була прийнята. Командування операціями українських військ тимчасово було покладено на начальника штабу Блонського. У квітні 1918 р. — губернський комендант Таврії, з 26 грудня 1918 до 14 липня 1919 — губернський комендант Волині. Станом на 5 листопада 1919 р. — старшина для доручень при військовому міністрі УНР Володимирові Сальському. Подальша доля невідома.